# Pont de Neuvy-sur-Loire
Le pont de Neuvy-sur-Loire est un pont en poutre-caisson enjambant la Loire situé entre la commune de Neuvy-sur-Loire dans le département de la Nièvre et la commune de Belleville-sur-Loire dans le département du Cher, en France.

## Géographie
Le pont est situé entre les régions Centre-Val de Loire et Bourgogne-Franche-Comté et les départements du Cher et de la Nièvre joignant la ville de Neuvy-sur-Loire à Belleville-sur-Loire et sa centrale nucléaire en rive gauche du fleuve.
Le sentier de grande randonnée 3 également dénommé La Loire sauvage à pied suivant l'intégralité du fleuve, passe sous le pont sur la rive de Neuvy.

## Caractéristiques
C'est un pont droit routier à double voie long d'environ 410 m en poutre-caisson, le tablier en béton précontraint reposant sur huit piles en béton dans le fleuve. Il est couplé à un barrage de régulation du fleuve utile au refroidissement de la centrale nucléaire et doté d'une écluse en rive droite.

## Galerie

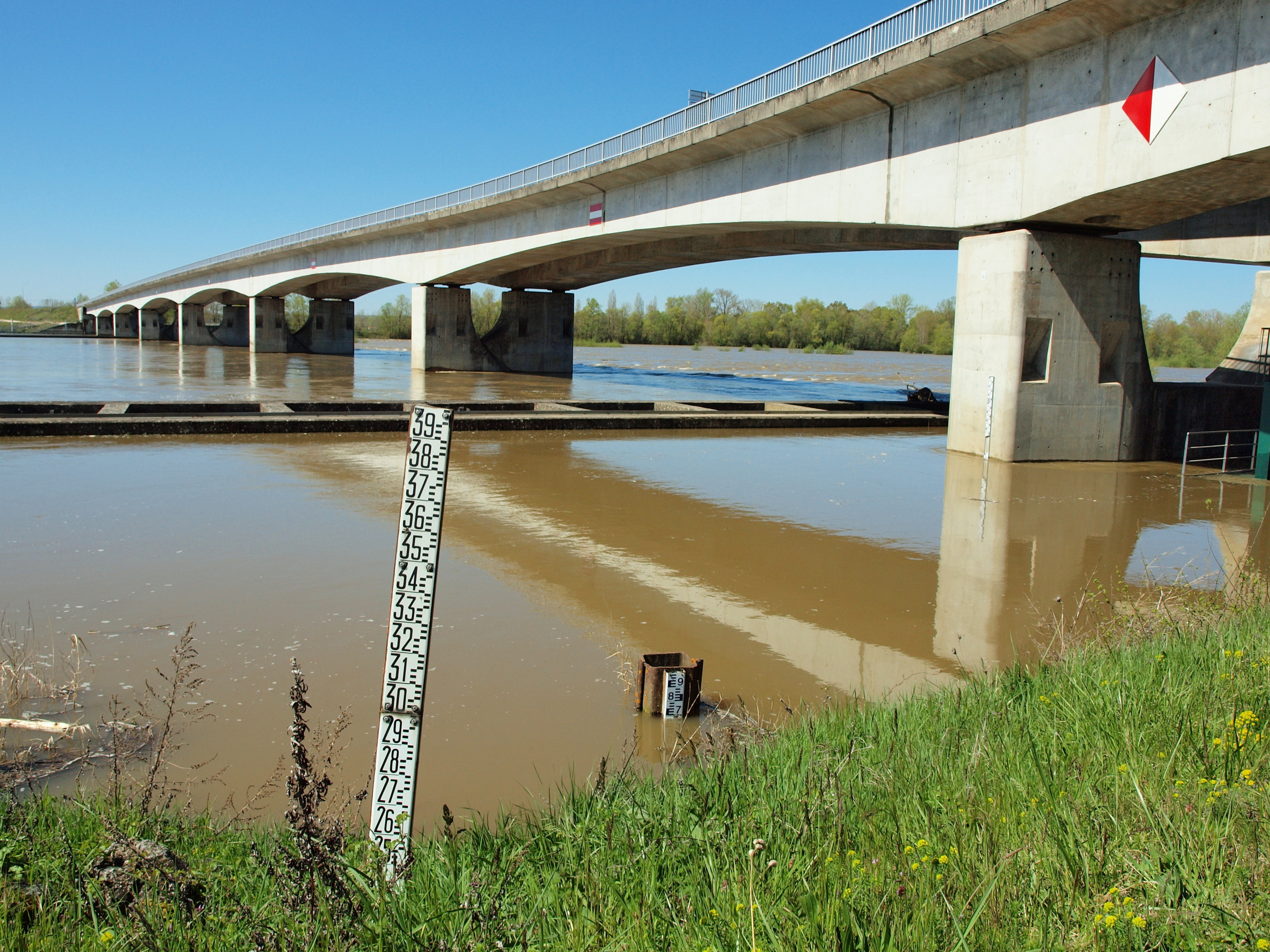
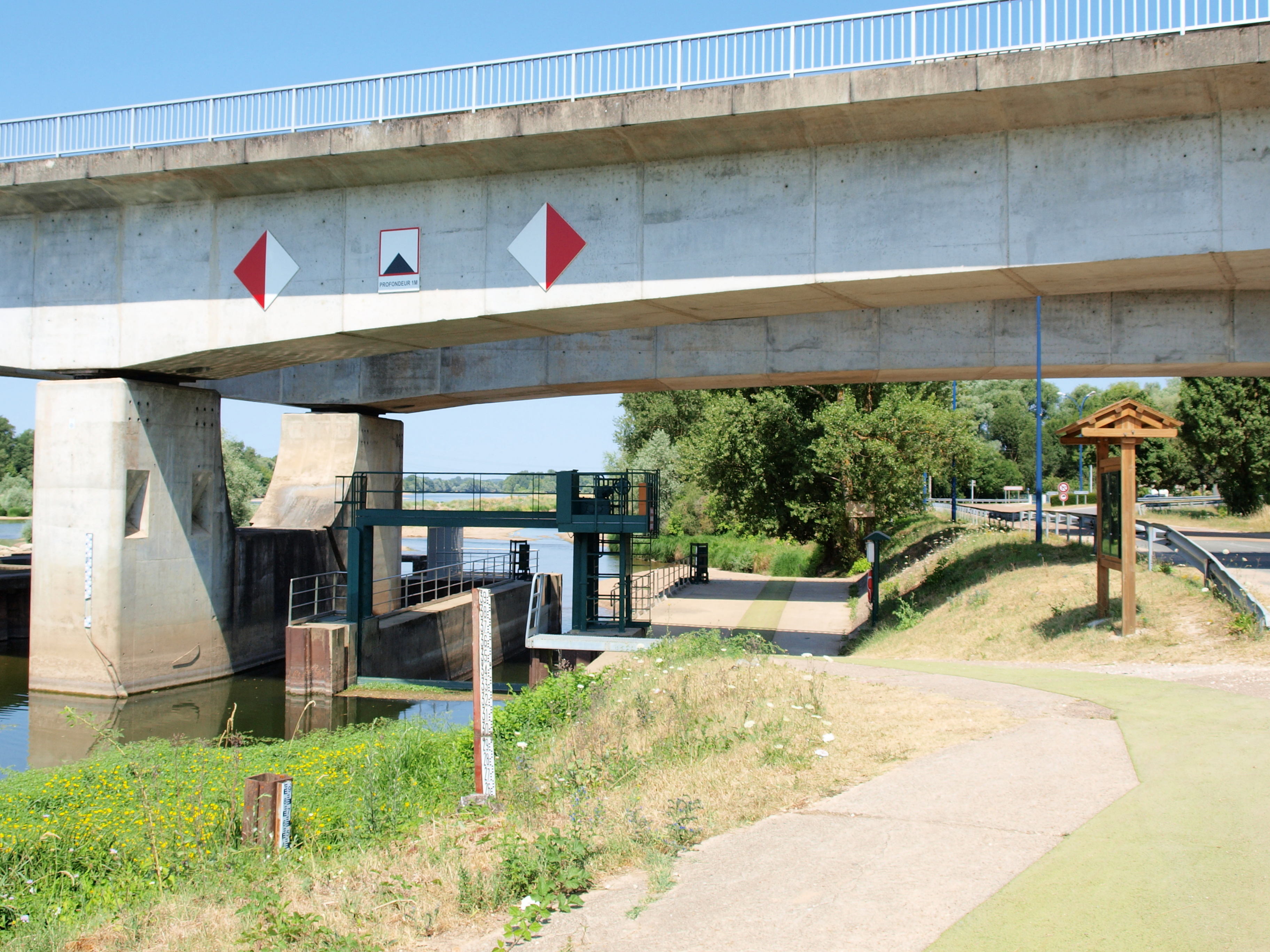
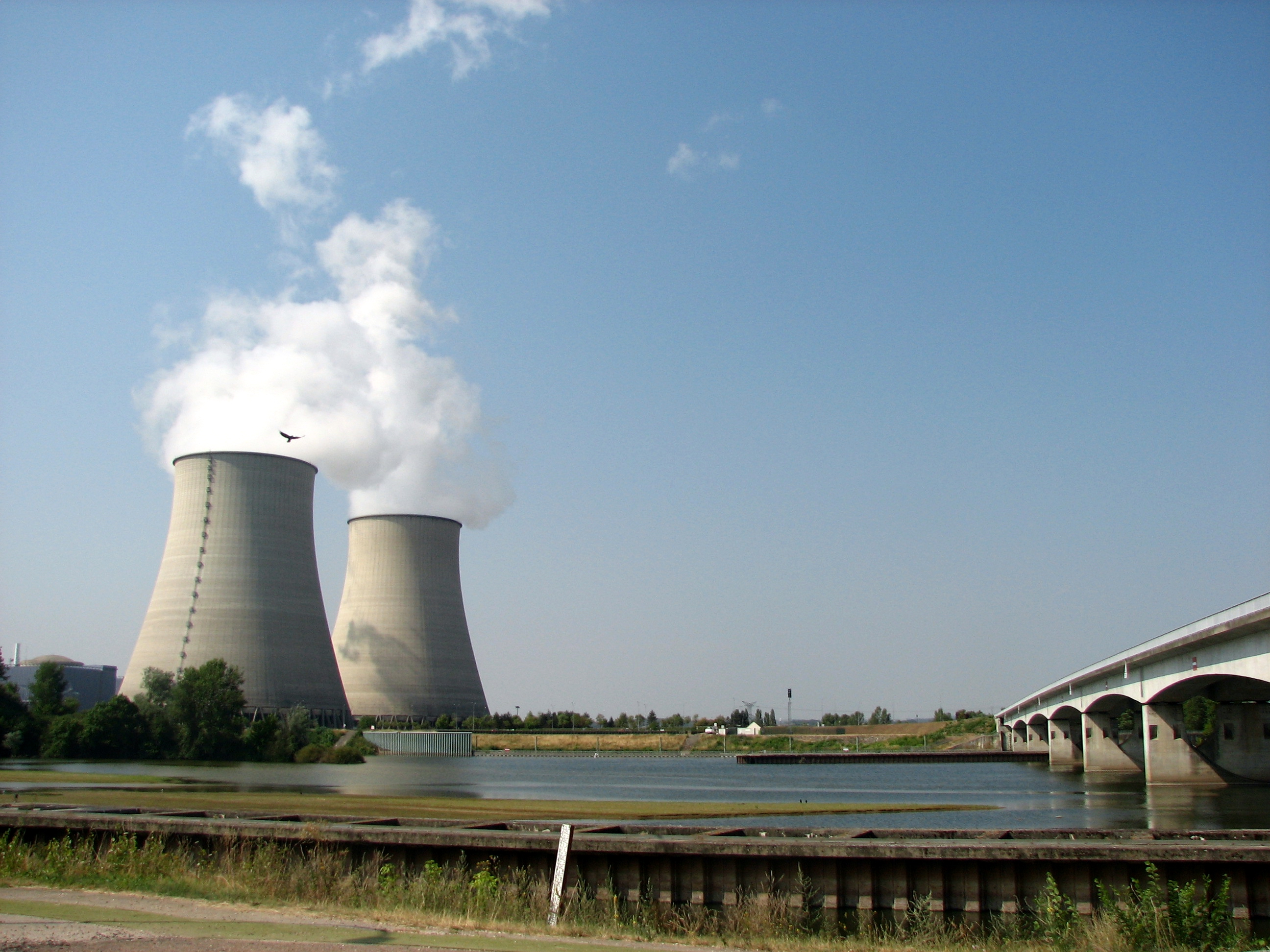